# Franz Kreutter
Franz Kreutter  auch Franziskus Kreutter (* 15. April 1736 in Freiburg im Breisgau; † 2. Dezember 1806 in St. Blasien) war ein deutscher Benediktiner, Propst und Historiker. Er ist nicht zu verwechseln mit Franz Marquard Kreutter, der ebenfalls aus Freiburg stammte, jedoch im Kloster Tennenbach Kapitular war.

## Leben
Wohl durch seinen mütterlichen Oheim Marquard Herrgott kam er 1753 in das Kloster St. Blasien, wo er 1759 zum Priester geweiht wurde. Er studierte mit Martin Gerbert in Paris. Er wurde zum Professor der Philosophie an det Klosterschule und zum Hofkaplan berufen, später wurde er Großkeller. 1793 kam er als Propst der Propstei Bürgeln nach Gurtweil, wo er drei Jahre blieb, bevor er nach Bürgeln zurückkehrte. Der Überlieferung nach missfiel ihm in Gurtweil Wasser und Wein  und auch sonst soll er sehr asketisch gelebt haben, galt aber als jovial. Er schrieb ein zweibändiges Werk über die Geschichte Vorderösterreichs, das 1790 in der Klosterdruckerei erschien. Am 16. Oktober 1806 wurde das Kloster St. Blasien endgültig aufgehoben, die Mönche zogen noch 1806 unter Abt Berthold Rottler zunächst nach Pyrn, offenbar verblieb Franz Kreutter in St. Blasien, wo er 8. Dezember 1806 verstarb.
Die Festschrift anlässlich der Feyerliche Uebersetzung der kayserlich-königlich- auch herzoglich-oesterreichischen höchsten Leichen aus ihren Grabstädten Basel und Königsfelden in der Schweiz nach dem fürstlichen Stift St. Blasien auf dem Schwarzwald den 14ten Wintermonats 1770. schrieb er zusammen mit Martin Gerbert.

## Schriften
- Geschichte der k. k. Vorderösterreichischen Staaten. Aus Urkunden, gleichzeitigen Geschichtsschreibern und anderen reinsten Quellen gezogen von einem Kapitular des Fürstl. Reichstifts St. Blasi auf dem Schwarzwalde, Fürstliches Reichsstift, St. Blasien 1790
  - 1. Teil Google-Digitalisat
  - 2. Teil Google-Digitalisat

- Franz Kreutter, Martin Gerbert: Feyerliche Uebersetzung der Kaiserlich-Königlich- auch Herzoglich-Oesterreichischen Höchsten Leichen aus Ihren Grabstädten Basel, und Königsfelden in der Schweiz nach dem Fürstlichen Stift St. Blasien auf dem Schwarzwald den 14ten Wintermonats 1770. St. Blasien 1770. Digitalisat der BSB München

- Franz Kreutter, Joseph Felizian Geissinger: Wollstand des ganzen Heütigen Breysgaues als der Städten, Flecken, Dörfferen, Schlössern, und wohnsizen. Auch under wenn dieselbige gehören, Von wem sie geherschet werden, wie auch die Klöster, Kirchen und Kapellen derselben in etwas beygetragen, 1801 Digitalisat der UB Freiburg